# Die Gezeichneten

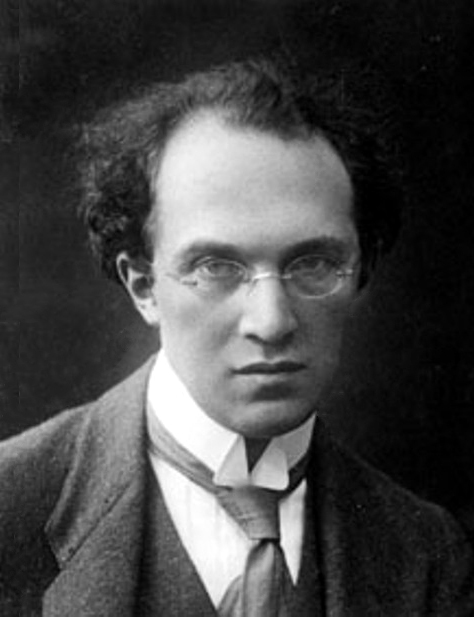
Franz Schreker.

Die Gezeichneten (De märkta eller De stigmatiserade) är en opera i tre akter med text och musik av Franz Schreker.

## Historia

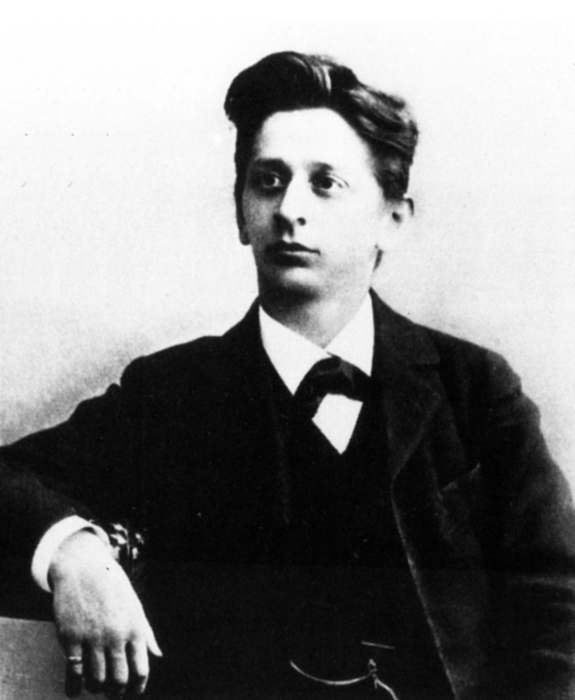
Alexander von Zemlinsky

Idén om den fule, men ädelmodige mannen, som på grund av olycklig kärlek förvandlas till mördare, härrör från Alexander von Zemlinsky, som en gång själv hade blivit beskylld för att vara ful av den unga Alma Schindler, som lämnade honom för tonsättarkollegan Gustav Mahler.
| ” | Han var en vederstygglig gnom. Liten, haklös, tandlös, ständigt luktande av kaféer, otvättad ... men ändå oerhört fascinerande genom sin andliga skärpa och styrka. | „ |

bekände Alma Mahler i sina memoarer. Efter det att Schreker hade fullbordat librettot till operan för Zemlinskys räkning, gjorde han sedan själv anspråk på att tonsätta den. Arbetet inleddes 1911 och avslutades 1915. Den 25 april 1918 uruppfördes operan på Alte Oper i Frankfurt am Main.
I operan vände sig Schreker till expressionismen och koncentrerade sig på en nyanserad framställning av det psykiska skeendet, där han använde sig av symfoniska stilmedel för att gestalta ett musikaliskt stringent sammanhang. Segertåget för Die Gezeichneten hindrades visserligen på grund av krigshändelserna 1918 men gick under 1920-talet inte längre att stoppa. Under nazismen förbjöds Schrekers verk och efterkrigstidsgenerationen glömde bort den en gång så hyllade tonsättaren. På tidigt 1970-tal började en första tvekande renässans ge sig tillkänna.

## Personer
- Hertig Antoniotto Adorno (hög bas)

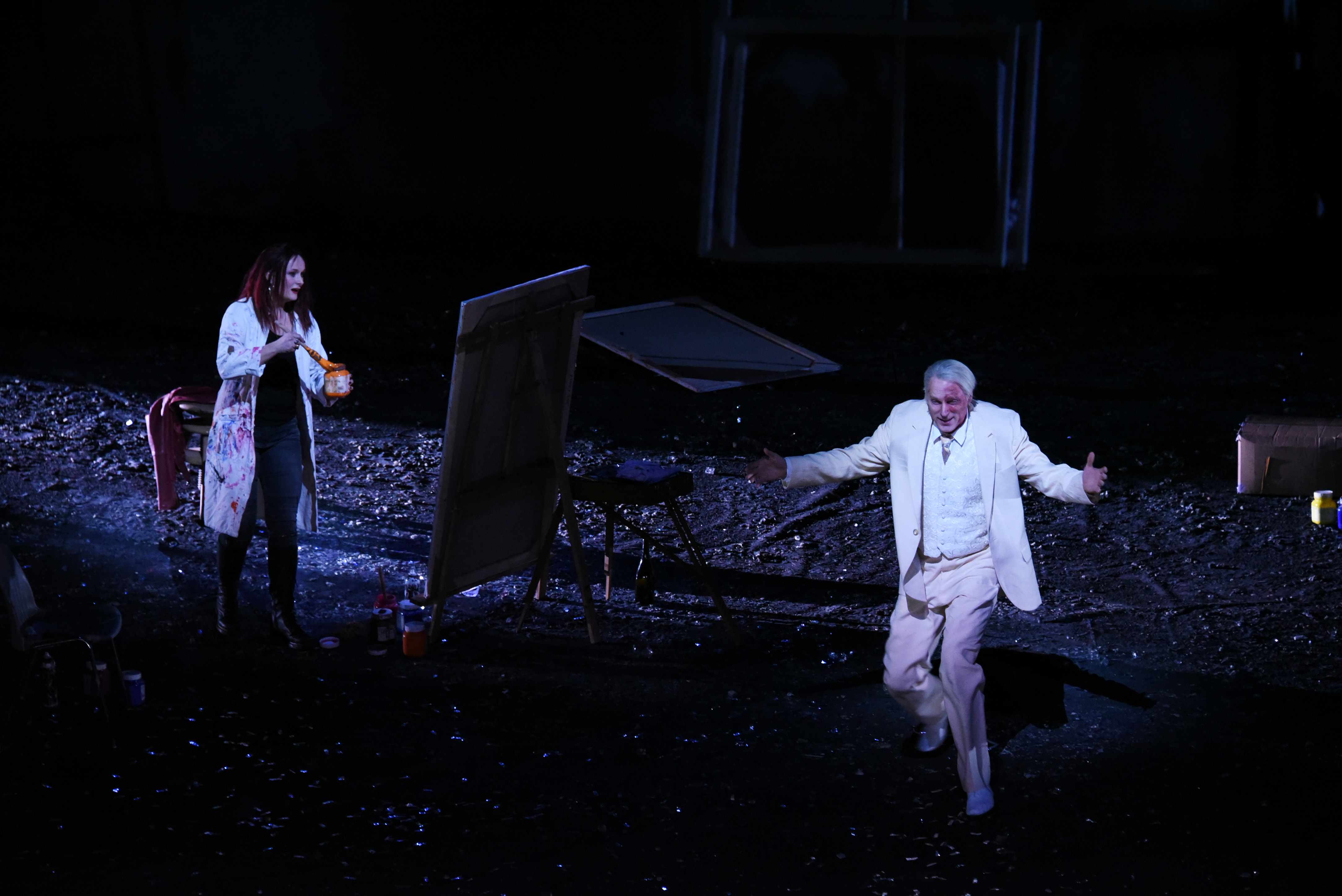
Die Gezeichneten i en föreställning i Lyon 2015.

- Greve Andrea Vitelozzo Tamare (baryton)
- Lodovico Nardi, staden Genuas borgmästare (bas)
- Hans hustru (stum roll)
- Carlotta Nardi, deras dotter (sopran)
- Alviano Salvago, genuesisk adelsman (tenor)
- Guidobald Usodimare (tenor)
- Menaldo Negroni (tenor)
- Michelotto Cibo (baryton)
- Gonsalvo Fieschi (baryton)
- Julian Pinelli, genuesisk adelsman (baryton)
- Paolo Calvi, genuesisk adelsman (bas)
- En tjänarinna (mezzosopran)
- Il Capitano di giustizia (bas)
- Ginevra Scotti (sopran)
- Martuccia, Salvagos hushållerska (alt)
- Pietro, en godhjärtad man (tenor)
- En yngling (tenor)
- Hans vän (bas)
- En flicka (sopran)
- Sex senatorer (2 tenorer, 2 barytoner, 2 basar)
- Tre borgare (tenor, baryton, bas)
- Fadern (bas)
- Modern (alt)
- Barnet (sopran)
- Tre ynglingar (tenor, baryton, bas)
- En storvuxen borgare (bas)
- Åtta förklädda (stumma roller)
- Invånare i Genua, adelsmän, borgare, soldater, tjänstefolk, kvinnor, flickor, barn, fauner, najader, backanter (kör, balett, statister)

## Handling
Genua, 1500-talet.
Akt I
Alviano har dragit konsekvenserna av sin fulhet och undviker kvinnorna, men han är godhjärtad och vill skänka genuesarna sin ö Elysium. Men hans adelsvänner intervenerar hos hertig Adorno, eftersom de utan Alvianos vetskap i hemlighet har använt ön för sina orgier. En av dem, Tamare, har förälskat sig i Carlotta, borgmästarens dotter. Men hon avvisar honom, eftersom hon själv är intresserad av Alviano. Hon vill måla dennes själ.
Akt II
Tamare, som känner sig kränkt av att ha blivit försmådd av Carlotta, svär att enlevera henne och göra henne till sköka. Hertig Adorno är medveten om vad som sker på ön, men han vill undvika konflikter och vill därför dölja allt. För att kunna avporträttera Alviano måste Carlotta först locka fram hans själ, och hon använder sig av sin kvinnlighet. Alviano tror sig vara älskad.
Akt III
De genuesiska borgarna besöker ön. Alviano ber borgmästaren om Carlottas hans. Men Carlotta undviker honom och ger sig istället frivilligt åt Tamare. Under tiden har hertigen spridit ut ett rykte om att Alviano förför och skändar unga flickor. Den uppbragta folkmassan tränger in i en hemlig grotta. Där ligger den döende Carlotta. Tamare skryter öppet med sin förförelsekonst. Alviano sticker ned honom. Carlotta, som skrämts av Tamares dödsskri, ropar efter sin älskade och menar därmed Tamare. Hon dör. Alviano blir vansinnig.